# Piscina Felice Scandone

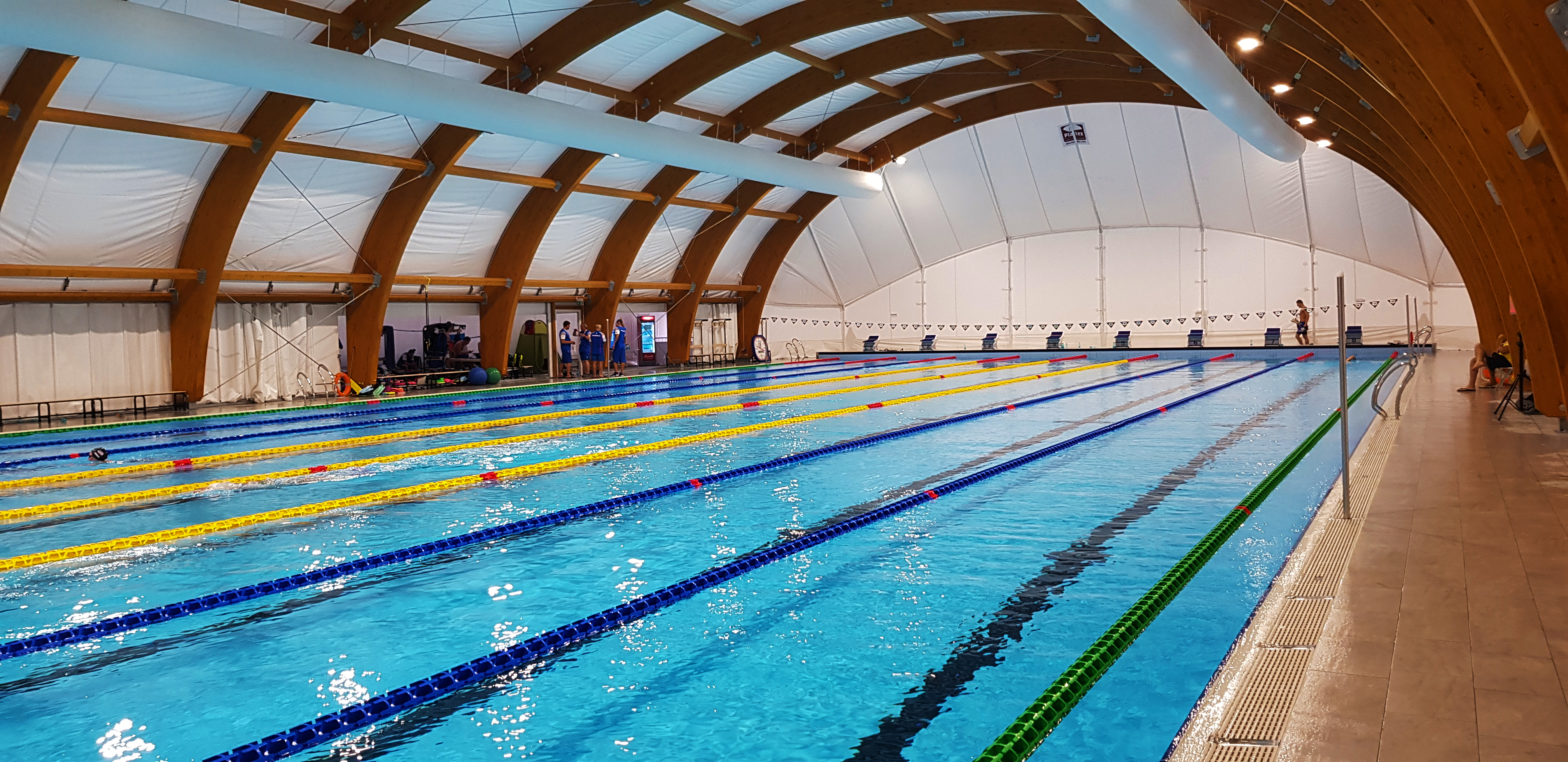
La segunda piscina, realizada en 2019.

La Piscina Felice Scandone es una instalación deportiva de la ciudad de Nápoles, en Italia. Es la principal estructura de la ciudad para la natación y el waterpolo.
Consta de una piscina olímpica flanqueada por dos tribunas de mármol blanco, con cabida para 4.500 espectadores; en los otros lados se encuentran una amplia pared de vidrio, un paso balaustrado que une las dos tribunas, un marcador de puntaje, una figura de mayólica representando los anillos olímpicos y el acceso al bar.
Sirve de sede habitual a los históricos clubes de waterpolo Circolo Nautico Posillipo, Circolo Canottieri Napoli y Rari Nantes Napoli, y al más reciente Associazione Sportiva Acquachiara.

## Historia
La piscina fue construida por el Ayuntamiento de Nápoles en ocasión de los Juegos Mediterráneos de 1963. Lleva el nombre de Felice Scandone, figura del periodismo deportivo napolitano. En los años 1970 la instalación fue abandonada, para luego ser reconstruida y abierta otra vez en 1983. 
En ocasión de la Universiada de 2019, la instalación se sometió a una amplia obra de renovación. También fue realizada una segunda piscina dotada de cubiertas textiles.

## Ubicación
La piscina está situada en el barrio de Fuorigrotta, en Viale Giochi del Mediterraneo, en las proximidades del PalaBarbuto y del PalArgento (histórico pabellón del baloncesto napolitano en espera de reconstrucción).

## Acceso
- Tangenziale di Napoli, salida Fuorigrotta;
- Ferrocarril Cumana, estación Edenlandia;
- Líneas de autobús: 502, 614, C3, C5, C6, C14.